# پراگ (اکلاهما)
پراگ(به انگلیسی: Prague) شهری در ایالت اکلاهما کشور ایالات متحده آمریکا است که جمعیت آن در سرشماری سال ۲۰۱۰ میلادی، ۲٬۳۸۶ نفر بوده‌است.